# Европейская академия филателии
Европе́йская акаде́мия филатели́и (ЕАФ; фр. Académie européenne de philatélie, EAP) — международная общественная организация, объединяющая профессионалов-коллекционеров и исследователей в области почты и филателии, а также филателистических дилеров, экспертов, авторов каталогов, главных редакторов специализированных журналов и президентов филателистических федераций и ассоциаций, посвящённая популяризации и продвижению филателии и смежных дисциплин в обществе и оказывающая помощь в проведении исследований и публикации их результатов.

## История
Проект создания Европейской академии почтовых исследований, которая объединяла бы филателистических экспертов, коллекционеров знаков почтовой оплаты, максимафилистов и картофилистов, а также филателистических дилеров, авторов каталогов, главных редакторов специализированных журналов и президентов филателистических федераций и ассоциаций возник в апреле 1977 года у Жана Шторха и Робера Франсона. Конечным результатом этого объединения стали бы оказание помощи в проведении исследований в области почты и филателии, публикация их результатов, а также обеспечение европейских коллекционеров различными специализированными справочниками. В сентябре того же года был составлен первоначальный проект Устава Академии.
28 января 1978 года в Париже в Павильоне на Елисейских полях состоялось учредительное заседание Академии почтовых исследований (АПИ), в котором приняли участие 24 членов-учредителей из Великобритании, Франции, Германии, США и Нидерландов. Символом Академии стала «Марианна» с марки Франции, созданной П. Гандоном. Головной офис Академии расположился в Роанне. Первым президентом был избран Р. Франсон, вице-президентом — Ж. Шторх. Окончательный вариант Устава Академии был принят 14 октября 1978 года на собрании в парижском «Mercure Galant».
На состоявшейся 31 января 1981 года встрече в Париже приняли участие 45 членов Академии из 9 стран Европы и США. 20 сентября 1985 года в АПИ в качестве филиала вошла Квебекская академия почтовых исследований.
9 сентября 1988 года по инициативе Р. Франсона и Ж. Тиксье состоялось учредительное собрание в Виши, на котором АПИ была преобразована в Европейскую академию филателии и почты (ЕАПФ). На этом собрании был разработан Устав ЕАПФ, её головной офис переместился в город Виши. Президентом Академии был избран Р. Франсон.
В ноябре 1997 года, на проходившей в Монако Международной филателистической выставке, почётным членом Академии стал князь Ренье III.
29 января 2000 года в Париже прошли выборы нового состава совета. Президентом Академии стал Жан-Пьер Мангин, первым вице-президентом — Николя Золлингер.
20 мая 2000 года на внеочередном общем собрании были приняты поправки к Уставу Академии: ЕАФП была переименована в Европейскую академию филателии, а её головной офис переведён в Парижский почтовый музей. Согласно новым поправкам, президент Академии теперь избирается на трёхлетний срок путём голосования всех членов, присутствующих или представленных на общем собрании. Переизбирать президента на новый срок можно только один раз. 2 июня 2002 года на внеочередном общем собрании были приняты поправки к Уставу, позволяющие членам Академии голосовать по почте.
К 2002 году члены Академии были в 26 странах Европы, а также в США, Канаде, Аргентине, Боливии и Египте. В декабре 2002 года в Порту (Португалия) была создана Филателистическая академия Португалии — филиал ЕАФ, в 2006 году в России — Национальная академия филателии, президент которой Андрей Стрыгин и вице-президент Валерий Загорский являются представителями России в ЕАФ.
Людмила Бакаютова, директор ЦМС имени А. С. Попова, также является представителем России в Европейской Академии филателии.

## Президенты Академии
- Робер Франсон (28 января 1978 — 6 июня 1981)
- Жан Шторх (6 июня 1981 — 9 октября 1982)
- Пьер Брустин (9 октября 1982 — 13 января 1988)
- Робер Франсон (13 января 1988 — 24 апреля 1999; умер)
- Жан-Пьер Мангин (29 января 2000 — июнь 2007)
- Хенк Слаббинк (июнь — 10 ноября 2007 и. о.; с 10 ноября 2007)

## Издания Академии
В мае 1979 года вышел в свет первый номер ежегодного сборника Академии «Dash-Trait d’Opion». В мае 2000 года ежегодник Академии впервые был опубликован с фотографиями всех её членов.
В январе 1981 года был издан первый бюллетень Академии. В январе 1982 года состоялось первое издание каталога почтовых марок «Марианна».
OPUS - ежегодный журнал о филателии и сопутствующих исследованиях.

## Выставки под эгидой ЕАФ
- 13 мая 1978 года — национальная филателистическая выставка в Труа (Франция).
- 5 мая 1979 года — на проходившей в Нанте (Франция) национальной филателистической выставке впервые был вручен приз Академии.
- 21 сентября 1979 года — филателистическая выставка в Мюнхене (ФРГ).
- 9 мая 1980 года — выставка в Лондоне.
- 25 мая 1980 года — национальная выставка в Дюнкерке (Франция).
- 6 сентября 1980 года — I международная выставка Академии в Виши.
- 28 января 1983 года — выставка, организованная совместно с Британским почтовым музеем и Королевским филателистическим обществом Лондона.
- 22 октября 1983 года — филателистическая и нумизматическая выставка в Роане (Франция), в честь пятилетия Академии; филателистическая выставка книг и периодических изданий членов Академии.
- 25 мая 1985 года — национальная филателистическая выставка в Туре (Франция).
- 17 мая 1986 года — французская национальная филателистическая выставка в Нанси.
- 27 января 1987 года — выставка в Почтовом музее Парижа.
- 6 июня 1987 года — французская национальная филателистическая выставка в Лансе.
- 23 мая 1988 года — французская национальная филателистическая выставка в Валансе.
- 14 июля 1989 года — участие в работе оргкомитета филвыставки «Philexfrance-89» (Париж).
- 23 ноября 1989 года — организация выставки в Стамбуле (Турция).
- 2 июня 1990 года — французская национальная выставка в Вильфранш-сюр-Соне.
- 13 октября 1990 года — организация аэрофилателистической выставки «Francophila-90» в Тулузе (Франция).
- 18 мая 1991 года — французская национальная филателистическая выставка в Перпиньяне.
- 23 мая 1991 года — выставка организованная совместно с Королевским филателистическим обществом Лондона в Лондоне.
- 28 мая 1993 года — французская национальная филателистическая выставка в Лилле.
- 26 июня 1993 года — выставка, организованная Академией в Виши по случаю своего 15-летия.
- 20 мая 1994 года — французская национальная выставка в Мартиге.
- 24—27 мая 1996 года — французская национальная выставка в Клермон-Ферране.
- 30 мая 1998 года — французская национальная выставка в Дюнкерке.
- 20 мая 2001 года — французская национальная выставка в Невере.
- 18 мая 2002 года — французская национальная выставка в Марселе.
- 2 июня 2002 года — французская национальная выставка в Туре.
- 7 мая 2005 года — французская национальная выставка в Нанси.
- 26 сентября — 2 октября 2005 года — филателистическая выставка в Бухаресте членов ЕАФ из балканских стран.
- 20 марта 2007 года — выставка ЕАФ в Берне во Всемирном почтовом союзе.
- 12—14 октября 2007 года — выставка ЕАФ в Риме.
- 28 октября 2007 года — выставка ЕАФ на «Balkanphila» в Стамбуле.
- 23—25 ноября 2007 года — выставка ЕАФ на «Kempenphila» в Вельдховене (Нидерланды).
- 22 июня 2008 года — выставка ЕАФ в Бухаресте («EFIRO»).
- 18 сентября 2008 года — выставка ЕАФ в Вене.
- 19 марта 2009 года — выставка ЕАФ в Королевском филателистическом обществе Лондона.
- 27—29 марта 2009 года — выставка ЕАФ в Маконе.
- 27—29 марта 2009 года — выставка ЕАФ на «Milanexpo» в Милане.
- 9—11 октября 2009 года — выставка ЕАФ на «Gabra V» в Берне.
- 4—6 декабря 2009 года — выставка ЕАФ на «MonacoPhil» в Монако.

## Памятные события
В апреле 2002 года по случаю 25-летия Европейской академии филателии в Монако была выпущена памятная почтовая марка.